# Ponte rolante
Ponte rolante é uma máquina de elevação do tipo guindaste de ponte. Os principais equipamentos que fazem parte das máquinas de elevação são os seguintes: guindaste, ponte rolante, elevador e guincho.  No Brasil a norma da ABNT que rege o projeto e a construção de máquinas de elevação é a NBR 8400 - Cálculo de Equipamentos para Elevação e Movimentação de Carga - de 1984.
Tamasauskas afirma que são necessários os seguintes dados técnicos para o desenvolvimento de um projeto de uma ponte rolante: objetivo do equipamento, classificação dos mecanismos e estruturas conforme a norma NBR 8400, tensão elétrica de alimentação, ambiente de trabalho, sistemas de controle de rotação dos motores elétricos, carga útil, tipo do controle de movimentos, dispositivo de fixação da carga, vão, altura de elevação, velocidades dos movimentos, comprimento do caminho de rolamento, disponibilidade física e dimensional do local de operação do equipamento e intermitência (%) e classe de partida para os motores elétricos, conforme a norma NBR 8400.
Nota: Os regulamentos referidos dizem respeito às normas brasileiras, para informações adicionais verificar EUROCODE 3 no caso de pretender projectar na europa.

## Componentes

### Ponte
É a estrutura principal que realiza o movimento de translação (movimento de profundidade dentro de um barracão, por exemplo) da ponte rolante que cobre o vão de trabalho. Uma ponte rolante é constituída por duas cabeceiras e uma uni-viga ou bi-viga.

### Cabeceiras
Estão localizadas nas extremidades da viga. Nas cabeceiras estão fixadas as rodas, uma das quais geralmente é acionada por uma caixa de engrenagem, que por sua vez é acionada por um motor elétrico, o que permite o movimento de translação da ponte rolante. Estas rodas se movem por sobre os trilhos que compõem o caminho de rolamento.

### Viga(s)
É a viga principal da ponte rolante. Quando o projeto da ponte rolante utiliza apenas uma viga tem-se uma ponte chamada de uni-viga, e quando o projeto da ponte rolante utiliza duas vigas tem-se uma ponte chamada de ponte dupla-viga. Sobre ou sob esta viga, dependendo do tipo de ponte rolante desloca-se o carro da talha.

### Carro talha
O carro talha se movimenta sobre as vigas principais da ponte e é o mecanismo onde se localiza o sistema de elevação (talha). É responsável pelo deslocamento transversal e vertical da carga. Pelos eixos X e Y é feito esse movimento.

### Talha
A talha pode ser montada no carro ponte e é responsável pelo movimento de elevação da carga. Geralmente a talha utiliza um cabo de aço para levantar um bloco de gancho ou dispositivo de elevação. A parada do movimento de elevação utiliza um motor elétrico com freio eletromagnético, chamado de motofreio. A talha também pode ser montada sob a viga principal da ponte, com o auxílio de um Trolley para permitir o deslocamento na transversal da ponte, não sendo necessário o carro ponte.

### Trolley
O trolley movimenta a talha sob a viga da ponte rolante. Geralmente o movimento do trolley é realizado por um motor elétrico que aciona uma caixa de engrenagens.

## Caminho de rolamento
Trata-se de um par de trilhos ferroviários, normalmente fixados nas vigas laterais do edifício, que servem como caminho para o deslocamento longitudinal da Ponte Rolante. Esse par de trilhos é posicionado abaixo das rodas da cabeceira e deve ser cuidadosamente calculado para resistir aos esforços existentes no trabalho deste equipamento.

## Tipos de equipamentos

### Ponte rolante apoiada
A viga da ponte rolante corre por cima dos trilhos do caminho de rolamento. Estes trilhos são sustentados pelas colunas de concreto do prédio ou, no caso do projeto do prédio não ter previsto a instalação de uma ponte rolante, colunas de aço especialmente fabricadas para a estrutura do caminho.

### Ponte rolante suspensa
A viga da ponte rolante corre por baixo dos trilhos das vigas do caminho de rolamentos.Estes trilhos são sustentados pelas colunas de concreto do prédio ou, no caso do projeto do prédio não ter previsto a instalação de uma ponte rolante, colunas de aço especialmente fabricadas para a estrutura do caminho.

### Ponte rolante uni-viga
A ponte rolante é constituída por duas cabeceiras, uma única viga e um ou dois carros trolley que sustentam a(s) talha(s). O carro trolley corre na aba inferior da viga da ponte rolante.

### Ponte rolante dupla-viga
A ponte rolante é constituída por duas cabeceiras, duas vigas e um ou dois carros trolley que sustentam a(s) talha(s). O carro trolley corre em trilhos que são fixados na parte superior da viga da ponte rolante.

## Controle dos movimentos

### Botoeira pendente
A botoeira pendente é a forma mais tradicional de controlar os movimentos de uma ponte rolante. Entretanto, como a botoeira pendente é ligada ao painel elétrico da ponte rolante através de um cabo, ela pode contribuir para: aumentar o risco da operação (devido a proximidade do operador com a carga que está sendo movimentada), diminuir a produtividade (o operador pode ter dificuldade em se movimentar por entre máquinas e materiais, pois está preso a ponte rolante pela botoeira pendente) e aumentar os custos de manutenção (pois o cabo está sujeito a enroscar em algo e a botoeira pendente está sujeita a golpes e pancadas).

### Controle remoto
Outra maneira de controlar os movimentos de uma ponte rolante é através do uso de um controle remoto via rádio frequência. Este tipo de equipamento é composto por um receptor de rádio frequência conectado eletricamente ao painel da ponte rolante, um transmissor portátil para seleção dos movimentos, carregador de baterias e bateria (química). O uso do controle remoto via rádio frequência oferece algumas vantagens sobre a botoeira pendente:
- O transmissor do controle remoto é portátil, assim, assegura um melhor posicionamento do operador em relação a carga que está sendo movimentada, ou seja, mais segurança na operação da ponte rolante.
- O controle remoto permite que o operador se posicione a uma distância segura do receptor que está conectado ao painel da ponte rolante, ou seja, o operador pode escolher a melhor e mais eficiente rota dentro da configuração de instalação de fábrica para se locomover, aumentando a produtividade.
- Com o uso do controle remoto, a botoeira pendente pode ser retirada ou pode continuar instalada atuando como reserva do controle remoto. Em ambos os casos o desgaste dos cabos será mínimo, reduzindo os custos de manutenção da ponte rolante.

### Cabine
Outra maneira de controlar os movimentos de uma ponte rolante é através de uma cabine de operação que é localizada na própria ponte rolante. Este tipo de controle é utilizado quando o ambiente abaixo da ponte é muito agressivo e/ou quando o operador precisa visualizar a operação pelo alto, como, por exemplo, a movimentação de um contêiner.

## NR 11 - Ministério do Trabalho e Emprego
A Norma Regulamentadora 11 (NR 11) - Transporte, Movimentação, Armazenagem e Manuseio de Materiais - do Ministério do Emprego e Trabalho dispõem sobre a "operação de elevadores, guindastes, transportadores industriais e máquinas transportadoras". A ponte rolante sendo uma máquina transportadora, com relação a manutenção, está sujeita ao disposto nos itens:
- 11.1.3.1:"Especial atenção será dada aos cabos de aço, cordas, correntes, roldanas e ganchos que deverão ser inspecionados, permanentemente, substituindo-se suas partes defeituosas."
- 11.1.8: "Todos os transportadores industriais serão permanentemente inspecionados e as peças defeituosas, ou que apresentem deficiências, deverão ser imediatamente substituídas".

Portanto, a manutenção em ponte rolante, tanto com ações corretivas quanto preventivas, é imprescindível para garantir a resistência, segurança e conservação deste tipo equipamento em perfeitas condições de trabalho.